# Massea
Massea est un village du Cameroun situé dans le département du Boumba-et-Ngoko et la région de l'Est, sur la route rurale reliant Ngatto Nouveau à Gribé. Il fait partie de la commune de Yokadouma.

## Population
En 1964 Massea comptait 335 habitants, principalement des Konabembe. Lors du recensement de 2005 on y dénombrait 806 habitants.

## Infrastructures
Massea dispose d'une centre de santé (CSC).

## Environnement
On y trouve des lichens tels que Chapsa kalbii ou Phaeographopsis palaeotropica.